# 오문환
오문환(吳文煥, 일본식 이름: 松浦文雄, 1903년 4월 13일~1962년 3월 11일)는 일제강점기와 대한민국의 교육인이며 기독교 계열 인물이다. 호는 남파(南坡)이다.

## 생애

### 일제 강점기
평양의 유복한 가문 출신이다. 어릴 때 북장로교 선교사 마포삼열에게 영어를 배워서 영어에 능통했다. 평양의 숭실전문학교를 졸업하고 숭의여학교에서 영어 교사로 근무했다. 아버지의 후원으로 삼혜학교를 세워 1927년부터 이사장을 지내는 등 일찍부터 교육 사업에 관심을 보였다.
장로교 장로로서 개신교 관련 저술 활동과 선교 활동에도 힘썼다. 특히 제너럴셔먼호 사건 때 살해된 선교사 로버트 저메인 토머스에 대한 연구의 선구자 격이었다. 1926년 '토마스 목사 순교 60주년 기념식'을 거행하고 기념 사업을 꾸준히 전개했으며, 1928년에는 《토마스목사전》을 저술하고 토마스목사순교기념교회당을 건립했다. 1935년 토마스호라는 이름을 붙인 배를 건조하여 대동강 하류와 연평도에 이르는 해상 전도에 사용하기도 했다.
1938년부터 2년간 《장로회보》의 편집장, 1940년부터 4년간은 조선기독교서회의 총무를 지냈다. 일제 강점기 말기인 이 시기에 일제에 협력한 행적이 있다. 1938년 평양기독교친목회라는 단체를 창립해 개신교 목회자들을 대거 친일 활동에 끌어들인 것으로 알려졌다. 조선총독부는 개신교의 교세가 강한 평양에 설립된 이 단체를 이용하여 기독교 황민화를 추진했고, 목회자들을 '성지순례'라는 이름으로 일본의 신사를 돌며 참배하도록 하기도 했다.
오문환이 수양동우회 사건 이후 가장 먼저 전향한 뒤 서북 지역의 목회자들을 포섭해 일제 당국을 연결시켜주는 역할을 했다는 증언은 다수가 전해지며, 국민정신총동원조선예수교장로회연맹, 국민총력조선예수교장로회총회연맹, 조선장로교신도애국기헌납기성회 등 장로교단의 각종 친일 단체에도 참여한 기록이 있다. 그러나 이러한 사실은 광복 후 이념 대결 와중에 묻혀 정확한 진상이 드러나지 않았다. 오문환의 가족들은 일제가 패망하지 않았다라면 오문환이 일제에 붙잡혀 순교했으리라고 생각되다며, 통설과는 다른 주장을 하기도 했다.

### 광복 후
1945년 광복 직후 가족과 함께 월남하여 토마스목사기념전도회를 재건하고 제2복음선 토마스호도 건조하여 옹진군과 백령도 등 서해의 도서 지방에서 전도사업을 전개했고, 인천에 월남 교인들이 중심이 된 인천제1교회, 제2교회, 제3교회를 차례로 설립하였다.
언론 사업에도 투신하였다. 경성일보의 초대사장에 취임하였고, 일제 말기에 폐간되었던 조선일보가 1946년에 복간되자 상임고문을 맡았다. 1948년부터는 기독공보를 운영하였으며, 1949년에는 한국일보를 인수하였다. 교육 사업에도 매진하여 1958년에는 학교법인 계명의숙을 설립하는 등 여러 학교의 재건에 관여했다.

## 가족 관계
- 딸: 오혜식(1936년 4월 21일~) 이화여자외국어고등학교와 명지외국어고등학교 교장을 지낸 유명 교육자 겸 목회자
- 사위: 이준영(1930년 6월 20일~2020년 1월 24일) 미 감리교(플라이션치아연합감리교회, 내쉬빌한인교회) 목사. 이유필[9]의 아들

## 사후
2008년 발표된 민족문제연구소의 친일인명사전 수록예정자 명단의 종교 부문에 포함되었다.

## 같이 보기
- 로버트 저메인 토머스
- 오혜식